# Platydemus manokwari

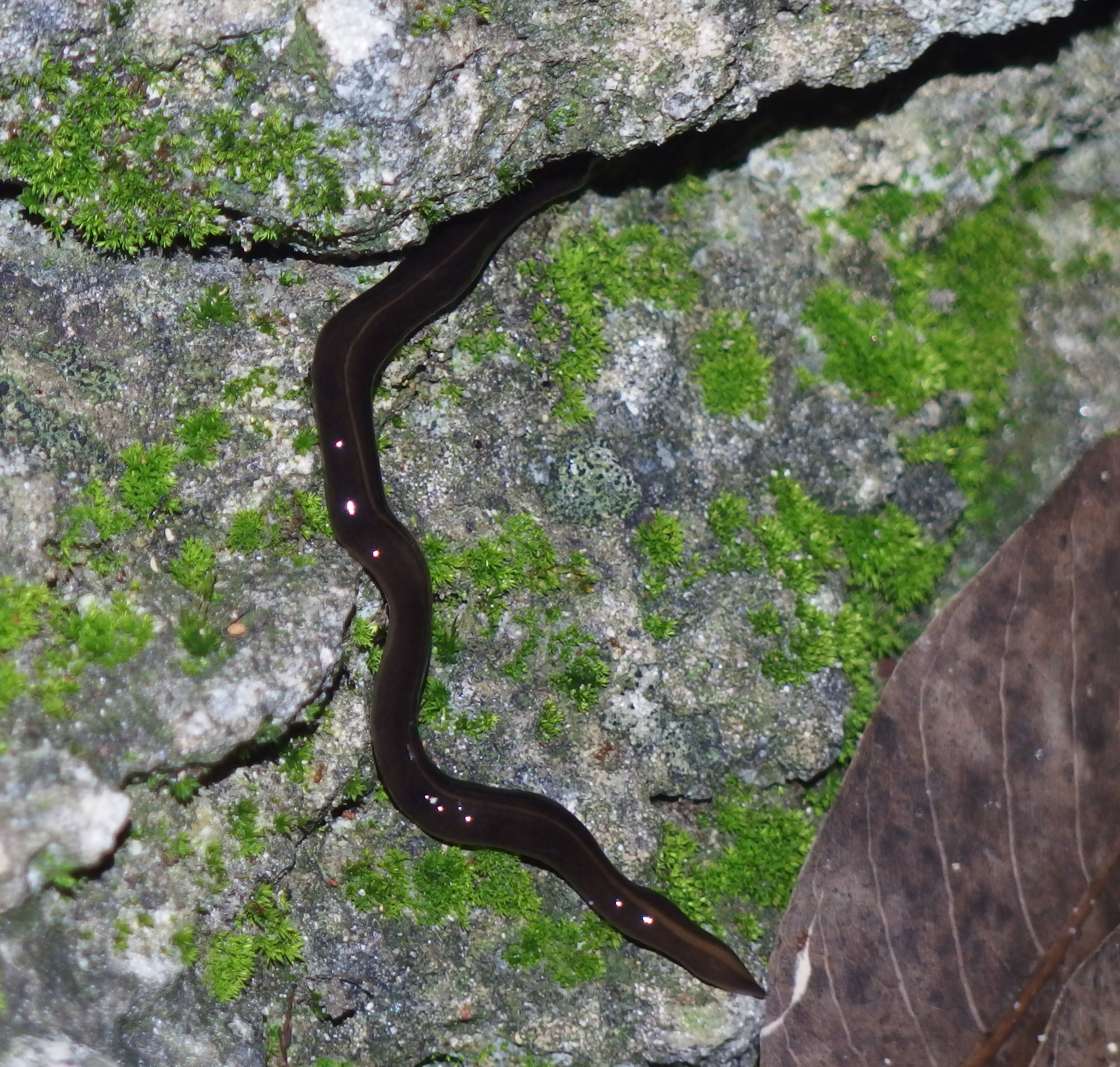
P. manokwari, invasor na Flórida, EUA

Platydemus manokwari, também conhecido como platelminto da Nova Guiné, é uma espécie de verme terrestre predador.
Nativo da Nova Guiné, foi acidentalmente introduzido no solo de muitos países, incluindo os Estados Unidos. Ele come uma variedade de invertebrados, incluindo caracóis terrestres, e teve um impacto negativo significativo na rara fauna endêmica de caracóis terrestres de algumas ilhas do Pacífico. Tornou-se estabelecido em uma ampla variedade de habitats.

## Ecologia geral

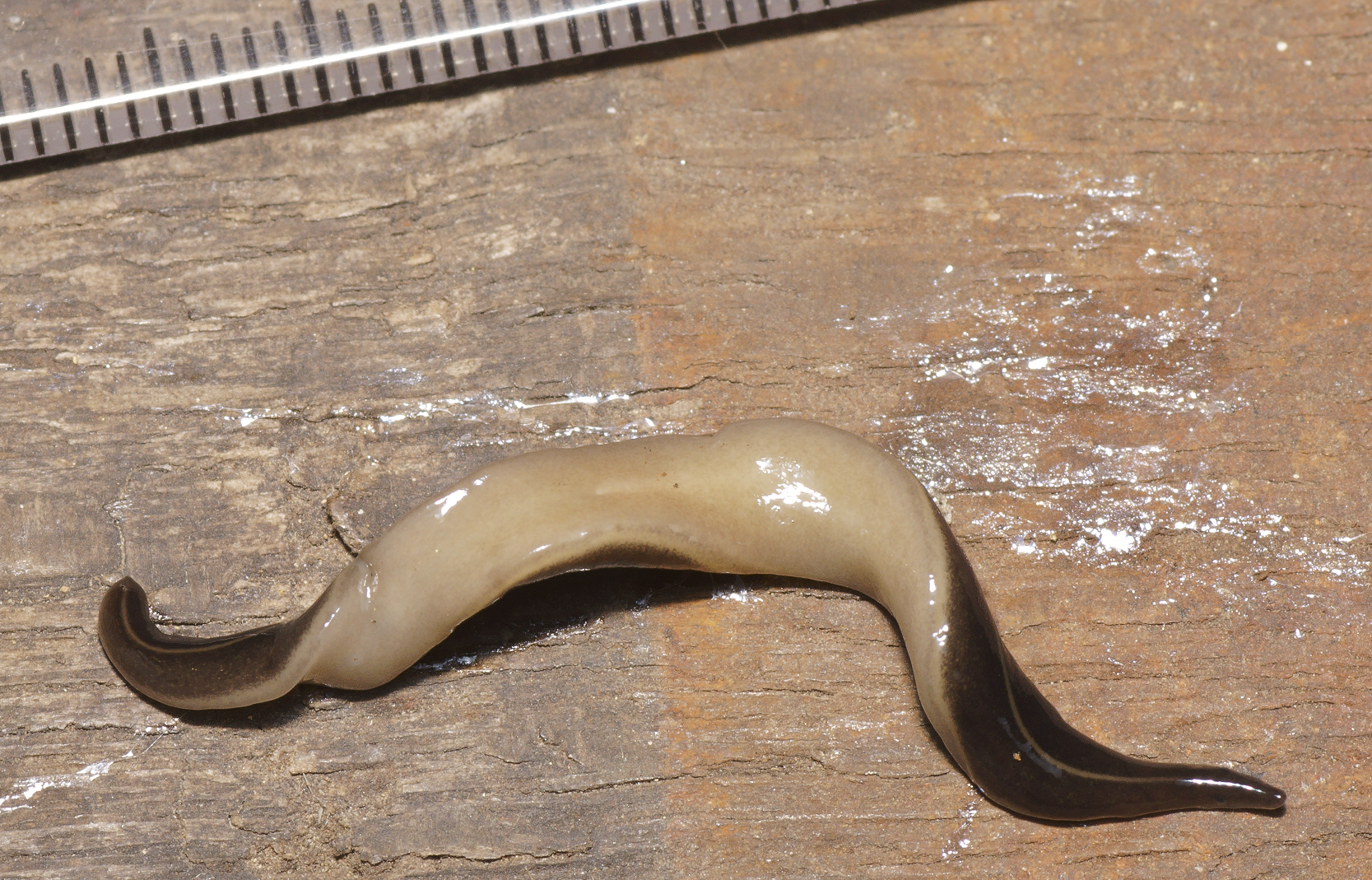
O lado ventral de P. manokwari é castanho claro

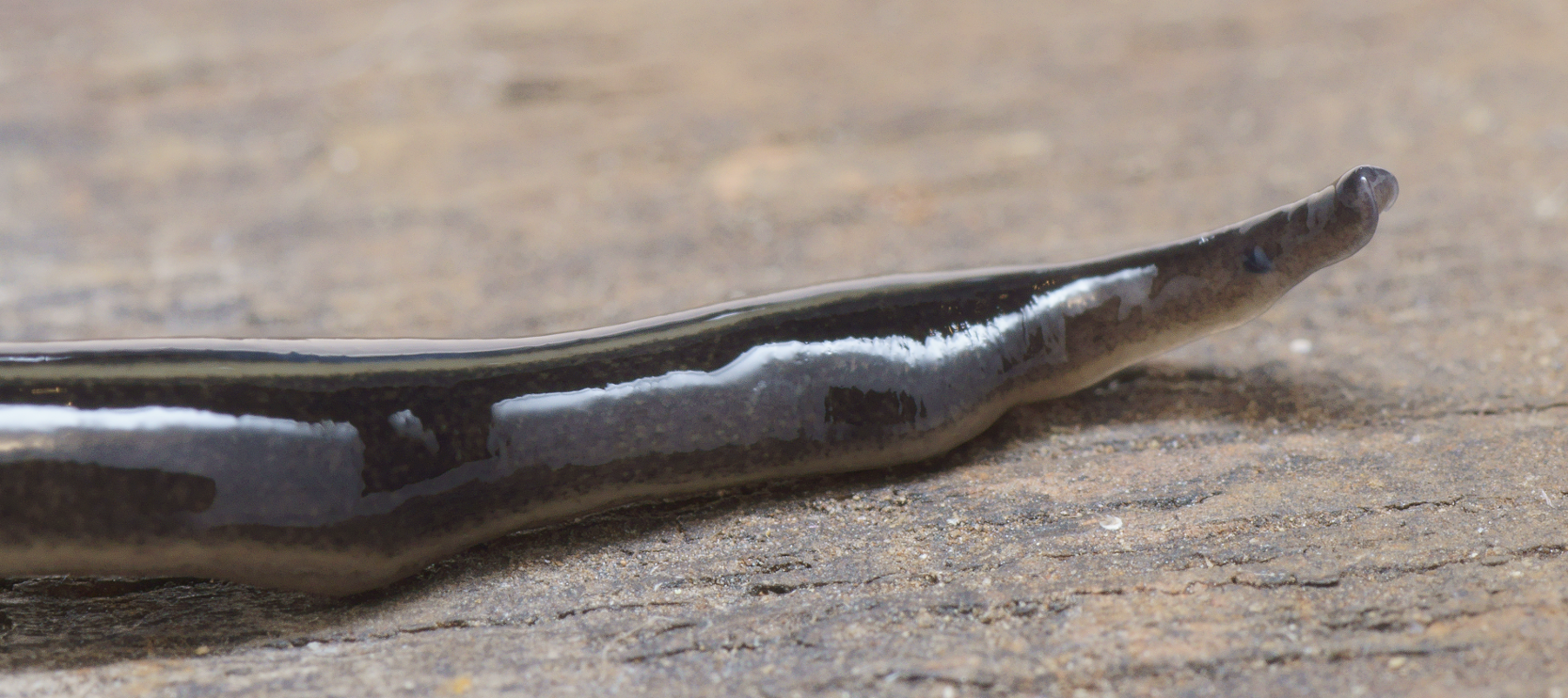
Região da cabeça de P. manokwari

### Descrição
É um verme relativamente grande, cerca de 40 a 65 milímetros de comprimento e cerca de 4 a 7 milímetros de largura. Seu corpo, no entanto, é bastante plano, com menos de 2 milímetros de espessura. Ambas as extremidades do animal são pontiagudas, mas a extremidade da cabeça é mais pontiaguda do que a extremidade da cauda. Perto da ponta da extremidade da cabeça se encontram seus dois olhos. É marrom escuro na superfície superior, com uma linha central mais clara. A parte de baixo é cinza claro.

### Habitat natural
A P. manokwari é nativa da ilha da Nova Guiné no Oceano Pacífico. Esta espécie de grande platelminto ataca moluscos terrestres e foi classificada como uma das 100 piores espécies invasoras.
O habitat original de P. manokwari está dentro de áreas tropicais, mas foi encontrado em quase todas as regiões temperadas do mundo, incluindo áreas agrícolas, costeiras e perturbadas, bem como florestas naturais, florestas plantadas, zonas ribeirinhas, matagais matagais, áreas urbanas e zonas húmidas. No entanto, P. manokwari não vive em áreas costeiras urbanas, talvez devido a fatores ambientais, como a falta de vegetação.

### Presa

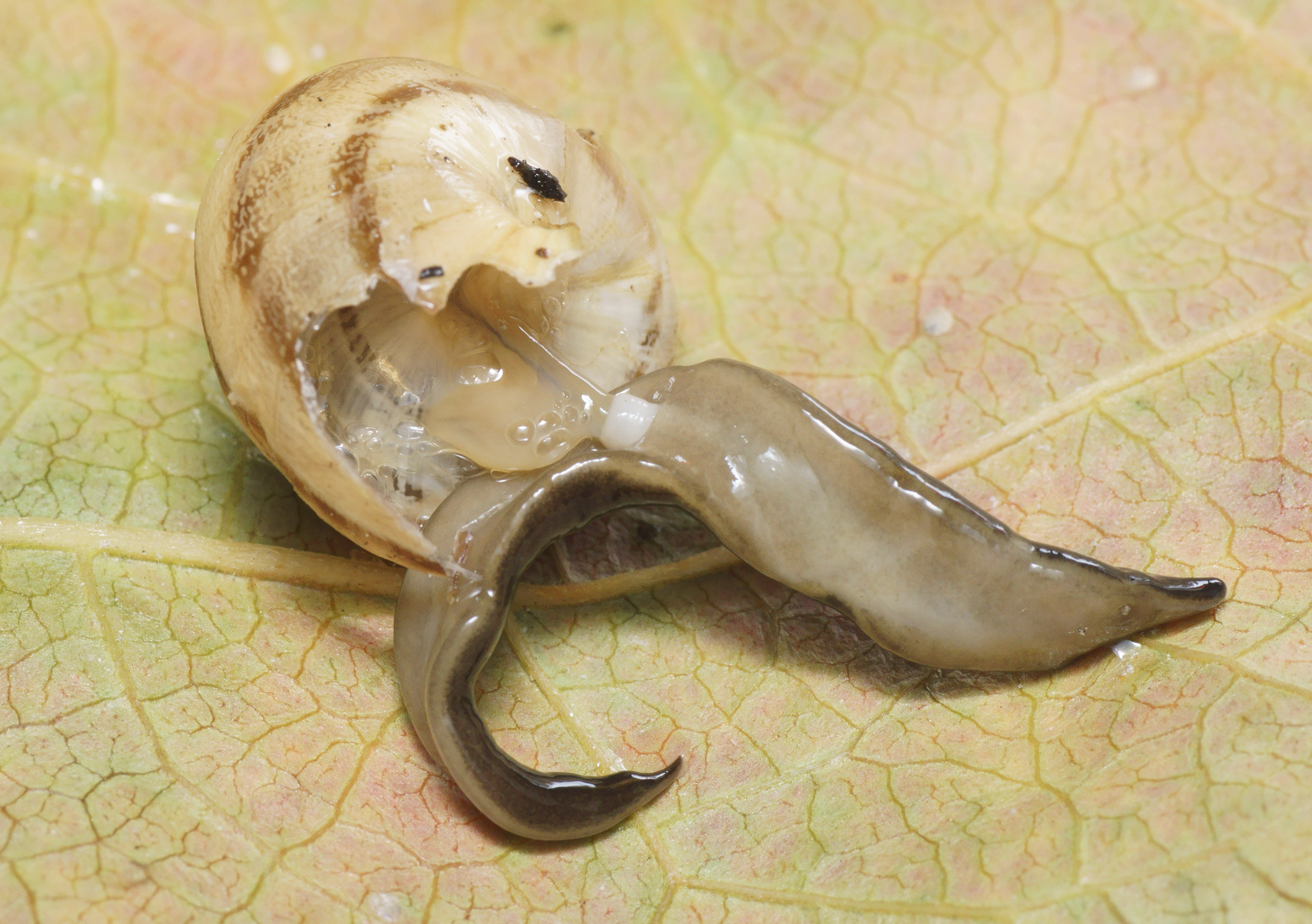
P. manokwari está se alimentando do caracol Eobania vermiculata, usando a faringe cilíndrica branca visível no lado ventral.

P. manokwari ataca principalmente pequenos caracóis terrestres, mas sabe-se que se alimenta de vários invertebrados do solo, como minhocas, lesmas e artrópodes. Platydemus manokwari é um dos principais predadores de moluscos terrestres e ataca os caracóis durante a maior parte de seu ciclo de vida, incluindo filhotes jovens. P. manokwari não reconhece ovos de caracóis em estágio inicial como uma possível fonte de alimento, mas se alimenta de filhotes jovens e ovos de caracóis terrestres em estágio final. O Platydemus manokwari usa um método de rastreamento baseado em compostos químicos para seguir trilhas de muco de caracóis e rastrear suas presas, às vezes até em árvores. Em áreas onde a população de caracóis terrestres se esgotou, sabe-se que come outros platelmintos. A dieta de Platydemus manokwari também é afetada sazonalmente. Segundo estudos de Sugiura, mais de 90% dos caracóis terrestres foram predados por P. manokwari no período de julho a novembro, e apenas 40% dos caracóis terrestres foram consumidos nos demais meses. Verificou-se assim que havia uma correlação positiva entre a mortalidade dos caramujos e a temperatura. Essa diferença sazonal pode ser explicada por diferentes comportamentos de forrageamento, diferentes condições microclimáticas e diferentes densidades.

### Predadores
Não há predadores conhecidos de P. manokwari. No entanto, é um hospedeiro paratênico do nematoide Angiostrongylus cantonensis, também conhecido como  verme pulmonar de rato. Este nematóide parasita P. manokwari, bem como o caracol gigante africano, e ambos os organismos são vetores de transmissão do parasita. A. cantonensis também parasita humanos e causa angiostrongilíase. Presume-se que P. manokwari atue como vetor de transmissão do parasita para humanos e afete a epidemiologia da angiostrongilíase. Em um surto de angiostrongilíase na província de Okinawa, as populações de intermediários de Angiostrongylasis cantonensis foram examinadas para encontrar os intermediários mais frequentemente infectados. P. manokwari foi encontrado como um dos hospedeiros infectados predominantes, com uma taxa de infecção de 14,1%. É possível que Platydemus manokwari seja um vetor porque foi ocasionalmente encontrado sob folhas de repolho que seriam comidas cruas como salada fresca.

## Espécie invasora

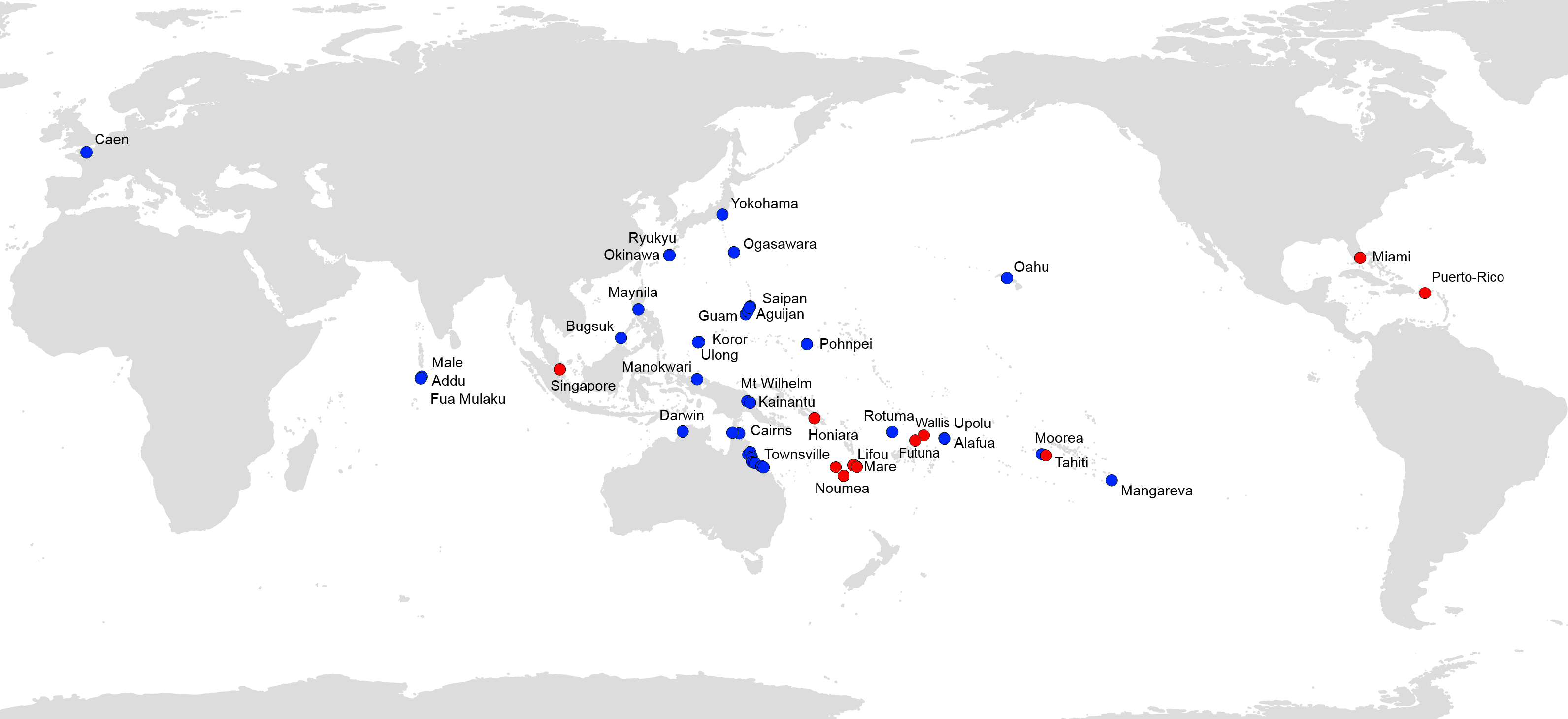
P. manokwari, mapa de registros de distribuição

O Platydemus manokwari foi introduzido em várias ilhas tropicais e subtropicais, como Micronésia, Marquesas, Ilhas da Sociedade, Samoa, Melanésia e Ilhas Havaianas. Estas ilhas muitas vezes abrigam radiações endêmicas de espécies de caracóis raras e ameaçadas, que são uma fonte primária de nutrição para Platydemus manokwari. Platydemus manokwari também foi introduzido em várias ilhas japonesas. Em 2015, P. manokwari foi encontrado em Porto Rico e na Flórida, de onde poderia invadir o sul dos Estados Unidos. Em 2021, foi relatado nas ilhas francesas de Guadalupe, Martinica e São Martinho nas Antilhas.

## Genética
Dois haplótipos da sequência da subunidade I do citocromo c oxidase (um gene mitocondrial comumente usado para código de barras de DNA) foram caracterizados para P. manokwari : um, denominado "Haplótipo Mundial", foi encontrado na França, Nova Caledônia, Polinésia Francesa, Cingapura, Flórida e Porto Rico ; e o outro, denominado "haplótipo australiano" foi encontrado na Austrália. A única localidade com ambos os haplótipos foi nas Ilhas Salomão. Esses resultados sugerem que existem dois haplótipos na área de origem da espécie, provavelmente Papua Nova Guiné, mas que apenas um dos dois haplótipos (o "Haplótipo Mundial"), por ação humana, foi amplamente disperso. O genoma mitocondrial completo, com 19.959 pb de comprimento, foi obtido em 2020; contém 36 genes e é quase colinear com os mitogenomas das duas outras espécies previamente amostradas de Geoplanidae, Bipalium kewense e Obama nungara ; no entanto, o mitogenoma de Platydemus manokwari tem um gene da subunidade II da citocromo c oxidase excepcionalmente grande.